# Salome Lang
Salome Lang (Basilea, 18 novembre 1997) è un'altista svizzera.

## Biografia
Cresciuta a Basilea, ha studiato economia aziendale presso l'Università di San Gallo.

Lang ha preso parte a 14 anni alle prime manifestazioni sportive nazionali, gareggiando soprattutto nel salto in alto. Nel 2013 è approdata al XII Festival olimpico estivo della gioventù europea, arrivando settima in finale. Medesima posizione conquistata sia agli Europei juniores 2015 che ai Mondiali juniores 2016. 
Dopo aver sfiorato il podio agli Europei under 23 del 2017, partecipa alla prima manifestazione seniores nel 2019 agli Europei indoor di Glasgow. Nel 2021 fissa un nuovo record nazionale, detenuto sin dal 1995 da Sieglinde Cadusch, saltando 1,96 metri agli Europei a squadre (First League) e assicurandosi la partecipazione ai Giochi olimpici di Tokyo 2021.

## Record nazionali
- Salto in alto: 1,96 m ( Cluj-Napoca, 20 giugno 2021)
- Salto in alto indoor: 1,94 m ( San Gallo, 16 febbraio 2020)

## Palmarès
| Anno | Manifestazione            | Sede       | Evento        | Risultato | Prestazione | Note |
| ---- | ------------------------- | ---------- | ------------- | --------- | ----------- | ---- |
| 2014 | Giochi olimpici giovanili | Nanchino   | Salto in alto | 5ª (B)    | 1,73 m      |      |
| 2014 | Giochi olimpici giovanili | Nanchino   | 8×100 m piani | 8ª        | 1'52"99     |      |
| 2015 | Europei U20               | Eskilstuna | Salto in alto | 7ª        | 1,79 m      |      |
| 2016 | Mondiali U20              | Bydgoszcz  | Salto in alto | 7ª        | 1,83 m      |      |
| 2017 | Europei U23               | Bydgoszcz  | Salto in alto | 4ª        | 1,86 m      |      |
| 2019 | Europei indoor            | Glasgow    | Salto in alto | 20ª (q)   | 1,85 m      |      |
| 2019 | Europei U23               | Gävle      | Salto in alto | 11ª       | 1,80 m      |      |
| 2021 | Europei indoor            | Toruń      | Salto in alto | 15ª (q)   | 1,87 m      |      |
| 2021 | Giochi olimpici           | Tokyo      | Salto in alto | 22ª (q)   | 1,86 m      |      |
| 2024 | Europei                   | Roma       | Salto in alto | 24ª (q)   | 1,81 m      |      |

## Campionati nazionali
- 5 volte campionessa nazionale del salto in alto outdoor (2014, 2015, 2017, 2019, 2020)
- 4 volte campionessa nazionale del salto in alto indoor (2016, 2019, 2020, 2021)

## Altre competizioni internazionali
2013
- 7ª al Festival olimpico della gioventù europea ( Utrecht), salto in alto - 1,72 m

2021
- agli Europei a squadre (1st League) ( Cluj-Napoca), salto in alto - 1,96 m